# ويلي بوسكوفسكي
ويلي بوسكوفسكي ((بالإنجليزية: Willi Boskovsky)‏(16 يونيو 1909 - 21 أبريل 1991) عازف كمان وقائد فرقة موسيقية نمساوي، ولد في فيينا وتوفي في سويسرا.

## حياته
ولد بوسكوفسكي في فيينا، والتحق بأكاديمية فيينا للموسيقى في سن التاسعة. كان مدير الحفلة الموسيقية في أوركسترا فيينا الفيلهارمونية من عام 1939 إلى عام 1971. وكان أيضًا، من عام 1955، قائدًا لحفل رأس السنة في فيينا، والذي خصص في الغالب لموسيقى يوهان شتراوس الثاني ومعاصريه. إلى جانب أوركسترا فيينا، كان أيضًا القائد الرئيسي لفرقة وينر يوهان شتراوس أورتشيستر حتى وفاته. كان أوركسترا شتراوس التي تعود إلى القرن التاسع عشر، والتي أسسها يوهان شتراوس الأول في عام 1835، أحد رواد هذه الفرقة. وتوفي في فيسب بسويسرا.
قاد فرقة بوسكوفسكي الرباعية في مجموعة الحجرة مع فيليب ماتيس (الكمان الثاني)، غونتر بريتينباخ (فيولا) ونيكولاس هوبنر (فيولونسيلو). شكلت الرباعية بوسكوفسكي، مع يوهان كرومب (صوت مزدوج)، ألفريد بوسكوفسكي (كلارينيت)، جوزيف فيليبا (قرن) ورودولف هانزل (الباسون) ثماني فيينا.
كان بوسكوفسكي أيضًا مؤديًا لموتسارت: سجل جميع سوناتات الكمان والبيانو مع عازفة البيانو ليلي كراوس، وثلاثيات كاملة للكمان والبيانو والتشيلو، مع كراوس ونيكولاس هوبنر لعشاق الموسيقى الفرنسية. لعب في كونشيرتو برامز المزدوج في نسخة ثانوية، Op.102، مع ويلهيلم فورتوانجلير يقود أوركسترا فيينا.
توفي في فيسب، فاليه (سويسرا) عن عمر يناهز 81 عامًا.